# Žiljci
Žiljci (cyr. Жиљци) – wieś w Serbii, w okręgu rasińskim, w gminie Brus. W 2011 roku liczyła 398 mieszkańców.